# پیدایش دارکسایدرز
پیدایش دارکسایدرز (انگلیسی: Darksiders Genesis) یک بازی ویدئویی به سبک هک اند اسلش و نقش‌آفرینی است که توسط تی‌اچ‌کیو و در سال ۲۰۱۹ برای پلت‌فرم‌های گوگل استادیا و مایکروسافت ویندوز منتشر شده‌است، و قرار است در فوریه ۲۰۲۰ برای کنسول‌های نینتندو سوئیچ، پلی‌استیشن ۴، و اکس‌باکس وان منتشر شود.